# Vodnjan
Vodnjan (em italiano:  Dignano) é uma cidade da Croácia, situada no condado da Ístria. Tem 100 km² de área e sua população em 2011 foi estimada em 6.119 habitantes.